# Lithospermum jimulcense
Lithospermum jimulcense är en strävbladig växtart som beskrevs av Ivan Murray Johnston. Lithospermum jimulcense ingår i släktet stenfrön, och familjen strävbladiga växter. Inga underarter finns listade i Catalogue of Life.